# P2Y12
P2Y12 یک گیرنده و حسگر شیمیایی برای آدنوزین دی‌فسفات است که متعلق به زیرواحد Gi آلفا از گیرنده جفت‌شونده با پروتئین جی (GPCR) گیرنده‌های پورینرژیک است.
این گیرنده در تجمع پلاکتی نقش دارد و یکی از هدف‌های داروهای ضد ترومبوز است. دو نسخهٔ متفاوت رونویسی‌کننده ژنی برای آن شناسایی شده که هر دو، یک پروتئین واحد را کًدگذاری می‌کنند.
پروتئین P2Y12 بیشتر بر سطح پلاکت‌ها دیده می‌شود و تنظیم‌کنندهٔ مهمِ انعقاد خون است. در دستگاه عصبی مرکزی، این پروتئین منحصراً در میکروگلیا مشاهده شده‌است که برای اعمال حیاتی مهم آن از جمله نظارت عملکردی و حفاظت عصبی ضروری است.
داروی کلوپیدوگرل به این گیرنده متصل شده و نوعی داروی ضد پلاکت محسوب می‌شود. ترکیب این دارو با آسپیرین، خط اول درمان «سندرم‌های حاد کرونر» (مثل سکتهٔ قلبی) است.